# Nîmes Olympique Football Club
Nîmes Olympique, también conocido por sus siglas NO, es un club de fútbol francés de la ciudad de Nîmes. Desde la temporada 2025-26 competirá en el Championnat National 2, siendo la primera vez en su historia que jugará en la cuarta categoría del fútbol nacional. 
Se fundó en abril de 1937 para recrear un club de fútbol profesional en la ciudad tras la desaparición ese mismo año del Sporting Club Nîmois (SCN), que compitió en primera división en 1935. El club se formó con muchos jugadores locales y jugaba en el mismo estadio que el SCN, el Stade Jean Bouin. Los jugadores del equipo juegan de rojo y blanco. Son apodados los "cocodrilos", el emblema animal de la ciudad. 
En 1950, el club ganó el título de segunda división y alcanzó la máxima categoría por primera vez en su historia. Con el Stade de Reims, se convirtió en uno de los mejores equipos del país de la década, terminando tres veces subcampeón de Francia entre 1958 y 1960. En los años sesenta, los «cocodrilos» disputaron dos finales de la Copa de Francia sin ganar ninguna. Descendieron en Division 2 en 1967, pero regresaron en la primera división al año siguiente. A pesar de sus limitados recursos financieros, el Nîmes Olympique se reconstruyó con varios jugadores formados en la cantera, debutó en la Copa de la UEFA y se proclamó subcampeón de la Liga Francesa en la sesión 1971-72.
En 1981, el club descendió y poco a poco se instaló en este nivel. Reforzado por la presencia de jugadores como Laurent Blanc y Éric Cantona, jugó en primera división de 1991 a 1993. Ante las dificultades financieras, el club retrocedió a la segunda división. Durante la sesión 1995-96, descubrió a tercera división por primera vez en su historia. Durante la misma temporada, realizó una hazaña en la Copa de Francia al llegar a la final. Desde entonces, se ha estabilizado en la Ligue 2 tras su retorno en 2008. Aunque ha habido cambios de presidente y un supuesto escándalo de amaño de partidos en 2014, regresó brevemente a la Ligue 1 bajo las órdenes de Bernard Blaquart en 2018. A principios de la década de 2020, fue relegado dos veces y regresó a la tercera división.
Tras jugar en el Stade Jean-Bouin, el club se trasladó al Stade des Costières en 1989. Desde 2022, juega en el Stade des Antonins. Mantiene una rivalidad con el Montpellier Hérault Sport Club, equipo del departamento limítrofe y vecino, contra el que disputa el derbi de Langedoc.

## Uniforme
- Uniforme titular: Camiseta roja, pantalón rojo y medias rojas.
- Uniforme alternativo: Camiseta, pantalón y medias azul claro.

## Estadio
A lo largo de su historia, el Nîmes Olympique ha disputado sus encuentros como local en varios recintos, siendo el primero el Stade Jean-Bouin, donde jugó desde su fundación hasta 1989. En 1919, los dirigentes del Sporting Club Nîmois (SCN) compraron y acondicionaron un terreno en el noreste de la ciudad. La primera tribuna se construyó en los años 1920 y el estadio se inauguró oficialmente en octubre de 1931 en presencia del Presidente de la República, Gaston Doumergue. A raíz de las dificultades financieras del SCN, el estadio fue embargada en noviembre de 1936. Finalmente, en 1937, fue adquirido por una sociedad civil inmobiliaria cuyos tres miembros formaban parte de los dirigeantes del nuevo club de la ciudad, el Nîmes Olympique. Durante la temporada 1941-42, el terreno fue ocupado por las fuerzas armadas alemanas y el club se trasladó a otro estadio de la ciudad hasta el final de la Segunda Guerra Mundial. Dañado por los bombardeos aliados de mayo de 1944, fue finalmente rehabilitado en 1948, y el club añadió nuevas gradas detrás de las porterías. El alumbrado se instaló en 1962 para que el estadio pudiera albergar partidos nocturnos europeos. Entre 1996 y 1997, el estadio fue demolido y remodelado para los clubes locales.
Ubicado al sur de la ciudad y financiado por el ayuntamiento, el Stade des Costières fue construido entre 1987 y 1988, en aproximadamente quince meses. El 15 de febrero de 1989 se inauguró con un partido amistoso. Inicialmente, el estadio tenía capacidad para entre 26 180 y 29 487 espectadores. Debido a la evolución de las normas de seguridad, su capacidad se redujo gradualmente a 18 364 asientos y luego a 15 788. Una parte de la ópera Carmen de Georges Bizet acompaña regularmente la entrada de los jugadores al campo.
En 2019, el alcalde Jean-Paul Fournier llegó a un acuerdo para ceder la propiedad del estadio a Rani Assaf, presidente del Nîmes Olympique. Decidió construir un nuevo edificio con capacidad para 15,100 personas en el mismo lugar, además de crear un extenso complejo inmobiliario. Mientras esperan su apertura, el club juega en el estadio des Antonins desde diciembre de 2022. Construida en seis meses, esta instalación provisional con capacidad para 8 033 personas. Esta estructura está completamente financiada por la sociedad del presidente. En 2023, el ayuntamiento anuló el acuerdo de venta y canceló la construcción del nuevo estadio.

## Entrenadores
| - Vilmos Kohut (1939–40) - Marcel Gebelin (1940–42) - Louis Gabrillargues (1942–46) - René Dedieu (1946–48) - Pierre Pibarot (1948–55) - Kader Firoud (1955–64) - Pierre Pibarot (1964–67) - Marcel Rouvière (1967) - Marcel Tomazover (1967–69) - Kader Firoud (1969–78) - Henri Noël (1978–82) - Pierre Barlaguet (1982–84) - Marcel Domingo (Ago 1984–86) - Kristen Nygaard (1986–87) - Jean Sérafin (1987–88) - Bernard Boissier (1988–90) - Daniel Romeo (1990–91) - René Girard (1991–92) - Michel Mézy (1992) - Léonce Lavagne (1992–93) - Michel Mézy (1993) - René Exbrayat (1993–94) - Josip Skoblar (1994 – Oct 94) - René Girard (Oct 1994 – Dic 94) | - Pierre Barlaguet (Dic 1994–96) - Pierre Mosca (1996–1999) - Serge Delmas (1999–2000) - Dominique Bathenay (2000–diciembre de 2001) - Bernard Boissier (diciembre de 2001–2002) - François Brisson y Armand Sene (2002–2003) - Patrick Champ (abril de 2003-2003) - Didier Ollé-Nicole (2003–2005) - Régis Brouard (2005–2007) - Laurent Fournier (2007) - Jean-Luc Vannuchi (2007–2008) - Jean-Michel Cavalli (2008–2010) - Noël Tosi (2010–2011) - Thierry Froger (2011–12) - Victor Zvunka (2012–Dic 13) - René Marsiglia (Dic 2013–14) - José Pasqualetti (2014–Nov 15) - Bernard Blaquart (2015–2020) - Jérôme Arpinon (2020-2021) - Pascal Plancque (2021-2022) - Nicolas Usaï (2022) - Frédéric Bompard (2022-2024) - Adil Hermach (2024-) |

## Palmarés
| Competición nacional              | Títulos                     | Subcampeonatos                      |
| --------------------------------- | --------------------------- | ----------------------------------- |
| Primera División de Francia (0/4) |                             | 1957-58, 1958-59, 1959-60, 1971-72. |
| Copa de Francia (0/3)             |                             | 1958, 1961, 1996.                   |
| Supercopa de Francia (0/1)        |                             | 1958.                               |
| Copa Charles Drago (1/0)          | 1956.                       |                                     |
|                                   |                             |                                     |
| Segunda División de Francia (1/3) | 1949-50.                    | 1967-68, 1990-91, 2017-18.          |
| Tercera División de Francia (2/0) | 1996-97 (Grupo B), 2011-12. |                                     |
| Copa Gambardella (4/1)            | 1961, 1966, 1969, 1977.     | 2004.                               |

## Rivalidades
Su máximo rival es el MHSC.
También mantiene rivalidad con el OM, AS Béziers y FC Sète.